# Jozef Repčík
Jozef Repčík (ur. 3 sierpnia 1986 w Myjavie) – słowacki lekkoatleta, średniodystansowiec, specjalizujący się w biegu na 800 metrów. Reprezentant swojego kraju w pucharze Europy oraz drużynowym czempionacie Starego Kontynentu. Olimpijczyk z 2008 roku. Rekordzista Słowacji w biegach na 800 metrów i 1000 metrów zarówno na stadionie jak i w hali.
Wielokrotnie uczestniczył w juniorskich i młodzieżowych zawodach międzynarodowych. Największy sukces odniósł w 2003 roku, zdobywając złoty medal w biegu na 800 metrów podczas Europejskiego Festiwalu Młodzieży. Był także finalistą Młodzieżowych Mistrzostw Europy w Lekkoatletyce 2007 w biegu na 800 metrów, który ukończył na 5. pozycji.
Dwukrotnie startował w mistrzostwach Europy w lekkoatletyce – w 2006 roku odpadł w półfinale biegu na 800 metrów, a w 2010 roku odpadł w eliminacjach tej samej konkurencji. Dwukrotnie brał także udział w mistrzostwach świata w lekkoatletyce – zarówno w 2007, jak i w 2009 roku odpadał w eliminacjach biegu na 800 metrów. Bez sukcesów startował także w zawodach halowych – w Halowych Mistrzostwach Europy w Lekkoatletyce 2007 odpadł w eliminacjach biegu na 800 metrów, a w Halowych Mistrzostwach Świata w Lekkoatletyce 2008 zakończył rywalizację w tej konkurencji w półfinale.
Brał także udział w Letnich Igrzyskach Olimpijskich 2008. W biegu na 800 metrów zajął 5. miejsce w swoim biegu eliminacyjnym i odpadł z dalszej rywalizacji.
Złoty medalista (w drużynie) igrzysk europejskich (2015) – był drugi w biegu na 800 metrów oraz pierwszy razem ze sztafetą 4 × 400 metrów
Uczestnik mistrzostw Europy (2016) i halowego odpowiednika (2017).

## Rekordy życiowe
- Bieg na 200 metrów (stadion) – 22,05 (2006)
- Bieg na 200 metrów (hala) – 22,90 (2007)
- Bieg na 400 metrów (stadion) – 46,95 (2008)
- Bieg na 400 metrów (hala) – 48,04 (2008)
- Bieg na 800 metrów (stadion) – 1:44,94 (2008) rekord Słowacji[4]
- Bieg na 800 metrów (hala) – 1:47,06 (2008) rekord Słowacji[5]
- Bieg na 1000 metrów (stadion) – 2:17,76 (2014) rekord Słowacji
- Bieg na 1000 metrów (hala) – 2:19,15 (2008) rekord Słowacji[5]
- Bieg na 1500 metrów (stadion) – 3:41,997 (2017)
- Bieg na 1500 metrów (hala) – 3:42,79 (2017)